# Polygala schoenlankii
Polygala schoenlankii là một loài thực vật có hoa trong họ Polygalaceae. Loài này được O. Hoffm. & Hildebrandt miêu tả khoa học đầu tiên năm 1881.